# Новые идеи (партия)
«Новые идеи» (исп. Nuevas Ideas) — сальвадорская популистская политическая партия, основанная 25 октября 2017 года и базирующаяся в Сан-Сальвадоре. Она была основана нынешним президентом Республики Сальвадор Найибом Букеле. Она была зарегистрирована Верховным избирательным судом (TSE) 24 августа 2018 года. Его первым генеральным секретарем был Федерико Херардо Анликер, а затем его сменил Хавьер Забла Букеле.
Согласно уставу, она определяется как «демократическая, децентрализованная, плюралистическая и инклюзивная политическая партия без устаревших идеологий, но в авангарде борьбы за признание всех прав для всех граждан, без исключений и привилегий. Среди ее принципов: построение свободного Сальвадора, защита разнообразия мышления, свободного рынка и социальной экономики, принятие политической деятельности и осуществления власти как акта обязательства перед страной».

## История

### Основание
После того как 10 октября 2017 года тогдашний мэр Сан-Сальвадора Найиб Букеле был исключен из FMLN, 25 октября он объявил в своих социальных сетях о создании гражданского движения под названием «Nuevas Ideas», стремясь к тому, чтобы оно стало политической партией, что позволило бы ему участвовать в президентских выборах 2019 года под ее знаменем. В конечном итоге это не осуществилось, и Букеле провел успешную одноразовую кампанию под названием «Широкий альянс за национальное единство».
В соответствии с требованиями закона Букеле призвал своих сторонников обратиться в более чем 90 центров сбора подписей по всей стране, чтобы поддержать создание политической партии. За три дня им удалось собрать около 200 000 подписей.

### Выборы 2021 года
Букеле был исключительно популярен среди граждан, так как он продвигал антикоррупционную повестку дня. Согласно опросу, 96 процентов респондентов сказали, что он «хорошо» или «очень хорошо» справляется со своей работой. Важным прорывом стали выборы в законодательные органы Сальвадора в феврале 2021 года. Nuevas Ideas получила около двух третей голосов со своей коалицией (GANA-Nuevas Ideas). Nuevas Ideas получила 56 из 84 мест в парламенте.

### Выборы 2024 года
15 сентября 2021 года Букеле объявил, что будет добиваться переизбрания на всеобщих выборах 2024 года.

## История выборов

### Президентские выборы
| Выборы | Кандидат     | Первый тур | Первый тур | Второй тур | Второй тур | Результат |
| Выборы | Кандидат     | Голоса     | %          | Голоса     | %          | Результат |
| ------ | ------------ | ---------- | ---------- | ---------- | ---------- | --------- |
| 2019   | Найиб Букеле | 1 434 856  | 53,10 %    | Н. д.      | Н. д.      | Победа    |

### Выборы в Законодательное собрание
| Выборы | Голоса    | %       | Место | Места    | +/-   | Статус в законодательном органе |
| ------ | --------- | ------- | ----- | -------- | ----- | ------------------------------- |
| 2021   | 1 655 219 | 66,32 % | ▲ 1-е | 56 из 84 | Новая | Правительство                   |

### Муниципальные выборы
| Выборы | Голоса    | %       | Место | Муниципалитеты | +/-   |
| ------ | --------- | ------- | ----- | -------------- | ----- |
| 2021   | 1 342 968 | 50,78 % | ▲ 1-е | 152 из 262     | Новая |

### Выборы в парламент Центральной Америки
| Выборы | Голоса    | %       | Место | Места    | +/-   |
| ------ | --------- | ------- | ----- | -------- | ----- |
| 2021   | 1 693 551 | 68,11 % | ▲ 1-е | 14 из 20 | Новая |

## Президенты Сальвадора
| Номер  | Президент    | Президент                         | Начало срока | Окончание срока | Продолжительность срока | Вице-президент |
| ------ | ------------ | --------------------------------- | ------------ | --------------- | ----------------------- | -------------- |
| 1 (43) | Nayib Bukele | Найиб Букеле (1981 года рождения) | 1 июня 2019  | Действующий     | 6 лет 59 дней           | Félix Ulloa    |

### Комментарии
1. ↑  На выборах 2019 года Букеле баллотировался в президенты от Широкого альянса за национальное единство (GANA) поскольку «Новые идеи» еще не были допущены Верховным избирательным судом к выдвижению кандидатов в президенты.